# Campeonato Acreano 2002
In 2002 werd het 73ste Campeonato Acreano gespeeld voor clubs uit de Braziliaanse staat Acre. De competitie werd georganiseerd door de Federação de Futebol do Estado do Acre en werd gespeeld van 5 mei tot 30 juni. Rio Branco werd kampioen.

## Eindstand
| Plaats | Club          | Wed. | W | G | V | Saldo | Ptn. |
| ------ | ------------- | ---- | - | - | - | ----- | ---- |
| 1.     | Rio Branco    | 10   | 9 | 0 | 1 | 27:4  | 27   |
| 2.     | Vasco da Gama | 10   | 6 | 2 | 2 | 14:12 | 20   |
| 3.     | Atlético      | 10   | 3 | 1 | 6 | 10:14 | 10   |
| 4.     | Independência | 10   | 3 | 1 | 6 | 9:13  | 10   |
| 5.     | ADESG         | 10   | 3 | 1 | 6 | 9:20  | 10   |
| 6.     | Andirá        | 10   | 2 | 3 | 5 | 11:17 | 9    |

|  | Kampioen |

### Kampioen
| Campeonato Acreano de 2002      |
| Acre                            |
| ------------------------------- |
| RIO BRANCO Kampioen (35° titel) |